# Idioglossie
Idioglossie of cryptofasie is een taalafwijking waarbij jonge kinderen een taaltje hanteren dat voor volwassenen onbegrijpelijk is, maar waarmee ze onderling elkaar lijken te verstaan. Het ontstaat in situaties waar jonge kinderen vaak op elkaar zijn aangewezen, zonder veel contact met het aanbod van de standaardtaal, bijvoorbeeld bij snel op elkaar volgende schipperskinderen, of bij twee- en meerlingsituaties.
Hoewel het als "taalafwijking" vermeld wordt, zijn het kinderen die wel een vermogen hebben tot het leren van een taal, zelfs misschien tot het in zekere mate creëren van een taal. Via logopedische training van de kinderen in een één-één-relatie met de therapeut, kunnen zij dan ook meestal hun achterstand in de taalontwikkeling van de standaardtaal inhalen.